# Török férfi vízilabda-válogatott
A török férfi vízilabda-válogatott Törökország nemzeti csapata, amelyet az Török Úszó-szövetség (törökül: Türkiye Sutopu Federasyonu) irányít. 
Az török vízilabda-válogatott az 1930-as években alakult meg, azóta szerepel világversenyeken. Igazán említésre méltó eredményt eddig nem ért el.

## Eredmények

### Olimpiai játékok
- 1900–2008: Nem jutott be

### Világbajnokság
- 1973–2011: Nem jutott be

### Világliga
- 2002–2009: Nem jutott be
- 2010: Selejtező kör
- 2011: selejtező
- 2012: selejtező
- 2013: selejtező
- 2014: Nem indult

### Európa-bajnokság
- 1926–1962: Nem jutott be
- 1966: Csoportkör
- 1970–1985: Nem jutott be
- 1987: Csoportkör
- 1989: Nem jutott be
- 1991: Csoportkör
- 1993–2008: Nem indult
- 2010: 10. hely
- 2012: 12. hely
- 2014: Nem jutott be
- 2016: 16. hely
- 2018: 15. hely
- 2020: 12. hely